# Nova Religio
Nova Religio (s podtitulem The Journal of Alternative and Emergent Religions) je americký religionistický časopis, který vydává University of California Press v Berkeley. První číslo vyšlo roku 1997 a nejdříve časopis vycházel v půlročních intervalech, od roku 2005 začal vycházet čtvrtletně. Zaměřuje se na nová a alternativní náboženství.